# Puchar Serbii w piłce siatkowej mężczyzn (2021/2022)
Puchar Serbii w piłce siatkowej mężczyzn 2021/2022 – 16. sezon rozgrywek o siatkarski Puchar Serbii (57. sezon wliczając Puchar Jugosławii oraz Puchar Serbii i Czarnogóry) zorganizowany przez Serbski Związek Piłki Siatkowej (Odbojkaški savez Srbije, OSSRB). Zainaugurowany został 19 października 2021 roku.
Rozgrywki składały się z 1/8 finału, ćwierćfinałów, półfinałów i finału. Uczestniczyło w nich 16 klubów.
Finał odbył się 6 marca 2022 roku w hali sportowej w Lajkovacu. Po raz pierwszy Puchar Serbii zdobył Partizan Soccerbet Belgrad, pokonując w finale Mladi Radnik Požarevac. Wliczając Puchar Jugosławii, było to ósme trofeum Partizana. MVP finału wybrany został Novica Bjelica.

## System rozgrywek
Rozgrywki o Puchar Serbii w sezonie 2021/2022 składają się z 1/8 finału, ćwierćfinałów, półfinałów i finału. Przed każdą rundą odbywa się losowanie, na podstawie którego powstają pary meczowe.
W 1/8 finału w ramach pary drużyny rozgrywają jedno spotkanie decydujące o awansie. W ćwierćfinałach i półfinałach rywalizacja toczy się w postaci dwumeczów. Awans uzyskuje drużyna, która w swojej parze odniosła więcej zwycięstw. Jeżeli obie drużyny wygrały po jednym spotkaniu, o awansie decyduje liczba wygranych setów, a w przypadku tej samej liczby wygranych setów – stosunek małych punktów w wygranym meczu. Jeżeli wciąż nie zostanie wyłoniony zwycięzca rozgrywany jest tzw. złoty set grany do 15 punktów z dwoma punktami przewagi jednej z drużyn.
Zwycięzcy półfinałów rozgrywają jedno spotkanie finałowe. Nie jest grany mecz o 3. miejsce.

## Drużyny uczestniczące
| Superliga (10 drużyn)      | Superliga (10 drużyn) |
| -------------------------- | --------------------- |
| Crvena zvezda Belgrad      | półfinał              |
| Mladi Radnik Požarevac     | finał                 |
| Niš                        | ćwierćfinał           |
| Partizan Soccerbet Belgrad | zwycięstwo            |
| Radnički Kragujevac        | ćwierćfinał           |
| Ribnica Kraljevo           | ćwierćfinał           |
| Spartak Ljig               | 1/8 finału            |
| Spartak Subotica           | ćwierćfinał           |
| Takovo Gornji Milanovac    | 1/8 finału            |
| Vojvodina NS seme Nowy Sad | półfinał              |

| Prva liga (5 drużyn)    | Prva liga (5 drużyn) |
| ----------------------- | -------------------- |
| Borac Paraćin           | 1/8 finału           |
| Borac Starčevo          | 1/8 finału           |
| Jedinstvo Stara Pazova  | 1/8 finału           |
| Karađorđe Topola        | 1/8 finału           |
| Novi Pazar              | 1/8 finału           |
| Prva B liga (1 drużyna) |                      |
| Kosovska Mitrovica      | 1/8 finału           |

## Rozgrywki

### 1/8 finału
| 19.10.2021 15:30 (UTC+2) | Partizan Soccerbet Belgrad | 3:1 (25:23, 25:18, 18:25, 25:22) | Takovo Gornji Milanovac | Sportski centar Master, Belgrad Sędziowie: Darko Savić i Dejan Rogić |

| 19.10.2021 18:00 (UTC+2) | Mladi Radnik Požarevac | 3:1 (25:23, 25:9, 22:25, 25:17) | Borac Starčevo | Sportski centar Požarevac, Požarevac Sędziowie: Nikola Brkić i Mirko Janković |

| 19.10.2021 18:00 (UTC+2) | Vojvodina NS seme Nowy Sad | 3:0 (25:10, 25:16, 27:25) | Spartak Ljig | SPC Vojvodina, Nowy Sad Sędziowie: Božidar Rolj i Zoran Radovanović |

| 19.10.2021 19:00 (UTC+2) | Ribnica Kraljevo | 3:1 (25:22, 24:26, 25:16, 25:20) | Novi Pazar | Hala sportova, Kraljevo Sędziowie: Vladan Todorović i Aleksandar Petrović |

| 19.10.2021 20:00 (UTC+2) | Crvena zvezda Belgrad | 3:0 (25:17, 25:9, 25:15) | Borac Paraćin | USC Voždovac, Belgrad Sędziowie: Marko Stanković i Predrag Balandžić |

| 19.10.2021 20:00 (UTC+2) | Niš | 3:1 (25:20, 22:25, 25:23, 25:21) | Karađorđe Topola | Sportski centar Čair, Nisz Sędziowie: Đorđe Zelenović i Tomislav Popović |

| 20.10.2021 18:00 (UTC+2) | Radnički Kragujevac | 3:0 (25:13, 25:7, 25:15) | Kosovska Mitrovica | Sportska hala Jezero, Kragujevac Sędziowie: Dragan Papović i Vladimir Jović |

| 20.10.2021 19:00 (UTC+2) | Spartak Subotica | 3:2 (5:25, 20:25, 25:19, 25:19, 15:8) | Jedinstvo Stara Pazova | Hala sportova Dudova šuma, Subotica Sędziowie: Đorđe Stevanović i Milan Milošević |

### Ćwierćfinały
|  | Crvena zvezda Belgrad | 2 – 0 | Niš |  |

| 27.10.2021 18:30 (UTC+2) | Crvena zvezda Belgrad | 3:0 (25:9, 25:20, 25:17) | Niš | USC Voždovac, Belgrad Sędziowie: Tomislav Popović i Đorđe Zelenović |

| 03.11.2021 20:00 (UTC+1) | Niš | 0:3 (18:25, 21:25, 21:25) | Crvena zvezda Belgrad | Sportski centar Čair, Nisz Sędziowie: Savo Kovačević i Vladimir Jović |

|  | Mladi Radnik Požarevac | 1 – 1 (4 – 3) | Ribnica Kraljevo |  |

| 27.10.2021 19:00 (UTC+2) | Mladi Radnik Požarevac | 3:0 (27:25, 25:23, 25:17) | Ribnica Kraljevo | Sportski centar Požarevac, Požarevac Sędziowie: Darko Savić i Predrag Balandžić |

| 02.11.2021 19:00 (UTC+1) | Ribnica Kraljevo | 3:1 (25:19, 23:25, 25:22, 25:13) | Mladi Radnik Požarevac | Hala sportova, Kraljevo Sędziowie: Predrag Balandžić i Zoran Radovanović |

|  | Spartak Subotica | 0 – 2 | Vojvodina NS seme Nowy Sad |  |

| 27.10.2021 19:00 (UTC+2) | Spartak Subotica | 1:3 (18:25, 25:21, 24:26, 21:25) | Vojvodina NS seme Nowy Sad | Hala sportova Dudova šuma, Subotica Sędziowie: Zoran Radovanović i Robert Leko |

| 03.11.2021 17:30 (UTC+1) | Vojvodina NS seme Nowy Sad | 3:0 (25:17, 25:17, 25:15) | Spartak Subotica | SPC Vojvodina, Nowy Sad Sędziowie: Dejan Rogić i Vladimir Stojanac |

|  | Partizan Soccerbet Belgrad | 2 – 0 | Radnički Kragujevac |  |

| 02.11.2021 18:00 (UTC+1) | Partizan Soccerbet Belgrad | 3:2 (25:22, 29:31, 25:14, 23:25, 16:14) | Radnički Kragujevac | Sportski centar Master, Belgrad Sędziowie: Dejan Rogić i Vladimir Cvetković |

| 09.11.2021 18:00 (UTC+1) | Radnički Kragujevac | 1:3 (22:25, 22:25, 25:23, 21:25) | Partizan Soccerbet Belgrad | Sportska hala Jezero, Kragujevac Sędziowie: Đorđe Zelenović i Tomislav Popović |

### Półfinały
|  | Mladi Radnik Požarevac | 1 – 1 (4 – 4) | Crvena zvezda Belgrad |  |

| 24.11.2021 19:00 (UTC+1) | Mladi Radnik Požarevac | 1:3 (22:25, 28:30, 29:27, 18:25) | Crvena zvezda Belgrad | Sportski centar Požarevac, Požarevac Sędziowie: Aleksandar Petrović i Savo Kovačević |

| 07.12.2021 19:00 (UTC+1) | Crvena zvezda Belgrad | 1:3 (22:25, 28:30, 29:27, 18:25) | Mladi Radnik Požarevac | USC Voždovac, Belgrad Sędziowie: Predrag Balandžić i Đorđe Zelenović |

Uwaga: O awansie klubu Mladi Radnik Požarevac zdecydował lepszy stosunek małych punktów w wygranym meczu: współczynnik 1. meczu – 94:99=0,949; współczynnik 2. meczu – 97:107=0,906.
|  | Partizan Soccerbet Belgrad | 1 – 1 (3 – 3) | Vojvodina NS seme Nowy Sad |  |

| 24.11.2021 20:00 (UTC+1) | Partizan Soccerbet Belgrad | 3:0 (25:22, 27:25, 25:15) | Vojvodina NS seme Nowy Sad | Sportski centar Master, Belgrad Sędziowie: Vladimir Stojanac i Zoran Radovanović |

| 07.12.2021 17:30 (UTC+1) | Vojvodina NS seme Nowy Sad | 3:0 (25:20, 25:22, 35:33) | Partizan Soccerbet Belgrad | SPC Vojvodina, Nowy Sad Sędziowie: Dejan Rogić i Mirko Janković |

Uwaga: O awansie klubu Partizan Soccerbet Belgrad zdecydował lepszy stosunek małych punktów w wygranym meczu: współczynnik 1. meczu – 77:62=1,242; współczynnik 2. meczu – 85:75=1,133.

### Finał
| 06.03.2022 16:30 (UTC+1) | Partizan Soccerbet Belgrad | 3:1 (25:17, 23:25, 25:15, 25:22) | Mladi Radnik Požarevac | Hala sportova, Lajkovac Widzów: 2800 Sędziowie: Tomislav Popović i Dejan Rogić |